# Котелевська територіальна громада
Котелевська селищна територіальна громада — територіальна громада в Україні, у Полтавському районі Полтавської області, з адміністративним центром у селищі міського типу Котельва.

## Загальна інформація
Площа території — 403,9 км², населення громади — 14 447 осіб, з них: міське населення — 11 992 осіб, сільське — 2 455 осіб (2020 р.).

## Населені пункти
До складу громади увійшли селище Котельва та села Більськ, Деревки, Камінне, Любка, Михайлівка Перша, Михайлове, Млинки, Сидоряче, Чернещина.

## Історія
Створена у 2020 році, відповідно до розпорядження Кабінету Міністрів України № 721-р від 12 червня 2020 року «Про визначення адміністративних центрів та затвердження територій територіальних громад Полтавської області», шляхом об'єднання територій та населених пунктів Котелевської селищної та Більської, Деревківської, Сидоряченської сільських рад Котелевського району Полтавської області.